# Bob Baker (Schauspieler)
Bob „Tumbleweed“ Baker (eigt. Stanley Leland Weed; * 8. November 1910 in Forest City, Iowa; † 30. August 1975 in Prescott, Arizona) war ein US-amerikanischer Schauspieler.
Baker lernte während seiner Zeit bei der US-Armee (in der er auch nochmals nach Ende seiner Filmkarriere und während des Koreakrieges diente) das Gitarrenspiel. Er arbeitete für verschiedene Radiostationen, so auch für den Countrysender WLS in Chicago, bis er aufgrund eines Bewerbungsschreibens, das seine Mutter für ihn an die Universal Studios gesandt hatte, einen Filmvertrag erhielt.
So drehte er ab 1937 zunächst zwölf Filme als alleiniger Star, bevor er mit Johnny Mack Brown und Fuzzy Knight zu einem in sechs Filmen erscheinenden Trio zusammengespannt wurde. Danach führte sein Weg ebenso schnell abwärts wie er aufwärts geführt hatte – singende Cowboys waren nicht mehr gefragt; nach immer kleiner werdenden Rollen verließ er Hollywood und arbeitete in Arizona als Polizist und Inhaber eines Sattelladens; er stellte diese selbst her. Nach zahlreichen gesundheitlichen Problemen starb er 1975.
Baker war verheiratet und hatte vier Kinder.

## Filmografie (Auswahl)
- 1937: Der Überfall auf den Goldexpress
- 1942: Helden im Sattel